# Niviventer sacer
Niviventer sacer — вид пацюків (Rattini), що проживає в Китаї.

## Таксономічні примітки
Раніше входив до N. confucianus (а пізніше N. bukit), але молекулярні, морфологічні та каріологічні дані підтверджують статус виду.